# Harby (Nottinghamshire)
Harby è un villaggio e parrocchia civile inglese del Nottinghamshire, distretto di Newark and Sherwood. Nel 2011 contava 336 abitanti. Il villaggio non ha esercizi commerciali al dettaglio aperti.

## Eredità culturale

### Eleonora di Castiglia

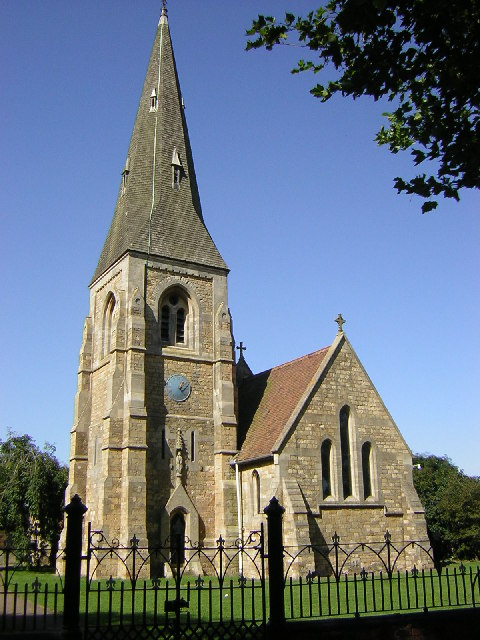
Harby, la chiesa di Tutti I Santi

La chiesa di Tutti i Santi fu eretta negli anni 1875–76 in stile gotico inglese primitivo. Sul muro orientale della torre campanaria c'è una statua di Eleonora di Castiglia, regina consorte d'Inghilterra, moglie di Edoardo I d'Inghilterra, che morì ad Harby il 28 novembre 1290 nella vicina casa di Richard de Weston, che si trova ad est dell'attuale chiesa. La salma della regina fu trasportata a Londra per le esequie e il re dispose la costruzione di un monumento commemorativo in ogni località ove, durante il trasposto della salma, il corteo fosse stato costretto a pernottare; furono così dodici i monumenti eretti, detti Croci di Eleonora.

### Edifici storici
Il troncone di un mulino a vento di cinque piani, costruito verso il 1877, si trova alla fine del Mill Field.

## Infrastrutture e trasporti
Harby è collegata con i villaggi vicini a mezzo autobus. La stazione ferroviaria più vicina è quella di Saxilby, nel Lincolnshire.